# 韓國水電與核電公司
韓國水電與核電公司（：／，縮寫： KHNP），是韓國電力公社（KEPCO）的子公司。其營運項目為在大韩民国的大型核电與水力發電廠，約佔該國40%的電力供應。KEPCO早在1977年時，於釜山的古里核电厂開始核能發電，1978年進行商轉；但KHNP公司是在2001年，因KEPCO重組被分離出來而正式成立 。
KHNP在紐約市、亞特蘭大、巴黎、東京等地均設有辦公室，其現任的CEO為Cho Seok（조석） 。截至2014年，該公司大約有9,500員工，營收為7.3兆韓圓 （約60餘億美金）。它當前的國際信用評級是Aa3 穩定/A+ 穩定/AA- 穩定（穆迪/標準普爾/惠譽）， 在全世界的公共事業評級中屬於前段。
2013年10月，該公司爆發了包含前CEO在內的100名員工集體偽造安全文件的醜聞。

## 外部連結
- （英文）KHNP官方網站 （页面存档备份，存于）